# Pacifigorgia elegans
Pacifigorgia elegans är en korallart som först beskrevs av Milne Edwards och Jules Haime 1857.  Pacifigorgia elegans ingår i släktet Pacifigorgia och familjen Gorgoniidae. Inga underarter finns listade i Catalogue of Life.